# Dubh Artach Lighthouse
Das Dubh Artach Lighthouse, auch Dhu Heartach Lighthouse, deutsch Dubh-Artach-Leuchtturm, ist ein Leuchtturm auf der kleinen schottischen Felseninsel Dubh Artach. Der etwa 70 m lange und 40 m breite Basaltfelsen gehört zu dem Schärengebiet Torran Rocks im Bereich der Inseln Tiree, Mull, Colonsay und Islay. 1971 wurde der Leuchtturm in den schottischen Denkmallisten in der höchsten Kategorie A gelistet.

## Geschichte

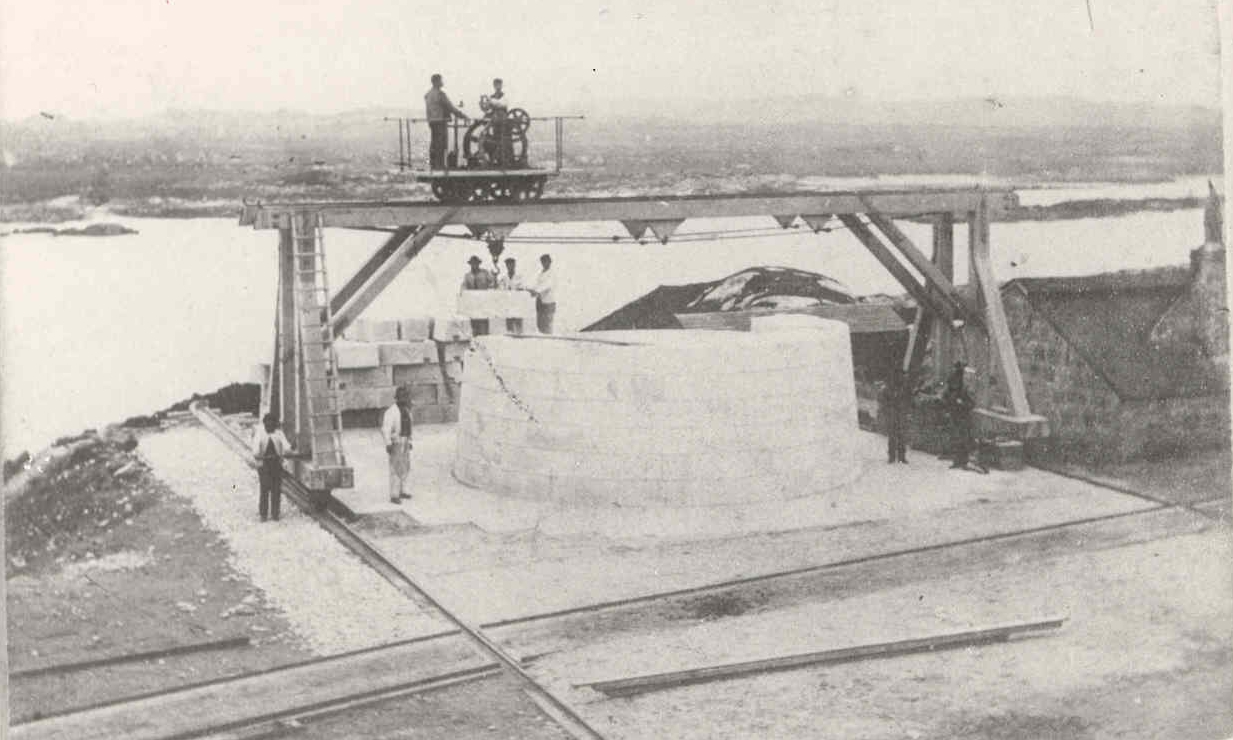
Überprüfung der Passgenauigkeit am Schiffsanleger auf Erraid

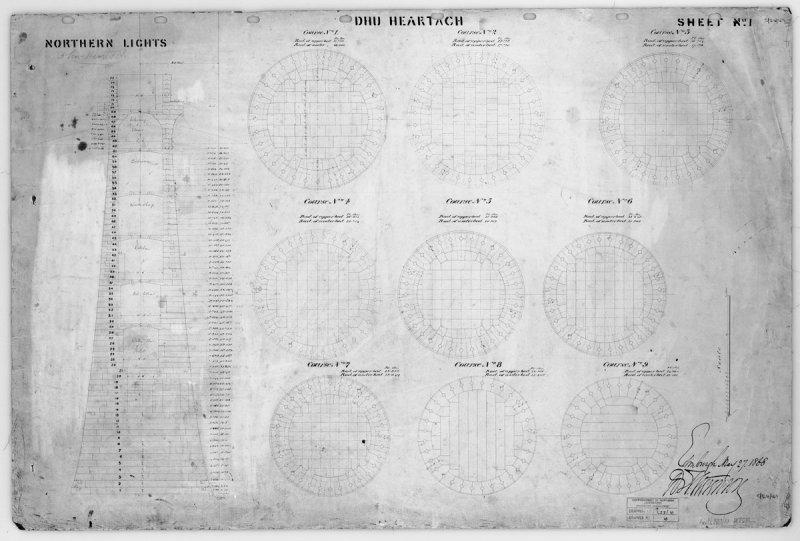
Bauzeichnung

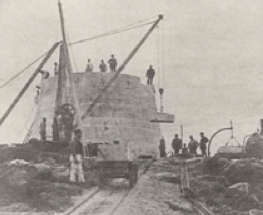
Baufortschritt im Jahre 1870

Auf Grund der zahlreichen Schiffsunglücke im späteren Bereich des Dhub Artach Lighthouse, wurde der Bedarf nach einer Schließung der Leuchtturm-Kette in diesem Bereich geäußert. Das 1825 fertiggestellte Rhinns of Islay Lighthouse ist etwa 50 km südlich, das seit 1844 in Betrieb befindliche Skerryvore Lighthouse etwa 35 km nordwestlich gelegen. Nachdem in der betreffenden Meeresregion alleine während eines Sturms vom 30. zum 31. Dezember 1865 insgesamt 24 Schiffe verloren gingen, gingen zahlreiche diesbezügliche Gesuche beim zuständigen Northern Lighthouse Board ein. Da die kleinen, aus dem Wasser ragenden Felsen der Torran Rocks nicht nur die einzigen Inseln in diesem Bereich sind, sondern auch eine große Gefahr für die Schifffahrt darstellen, wurde schließlich im Oktober 1866 der Bau eines Leuchtturms auf Dubh Artach beschlossen. Als Ingenieure fungierten die berühmten Leuchtturmbauer Thomas Stevenson und David Stevenson, die schon beim Bau des Skerryvore-Leuchtturms Erfahrungen mit dem Leuchtturmbau auf kleinen Felsinseln gesammelt hatten. 
1867 wurde mit den Bauvorbereitungen begonnen. Auf der rund 20 km nördlich gelegenen Gezeiteninsel Erraid wurde ein Schiffsanleger errichtet, von welchem aus alles benötigte Material nach Dubh Artach verschifft werden sollte. Auch wurden zur Überprüfung der Passgenauigkeit der benötigten behauene Steine dort die einzelnen Steinreihen des Turms zusammengesetzt und die Steine später wieder einzeln transportiert. Um Wohnraum für die Arbeiter zu bieten, wurde bis zur Fertigstellung geeigneter Unterkünfte nahe dem Felsen ein Schiff vor Anker gelegt. Der Bau der auf einer am Felsen fixierten Stahlkonstruktion ruhenden blechernen Quartiere wurde schließlich im September 1868 abgeschlossen. Bis zu diesem Zeitpunkt waren auch schon etwa drei Viertel der parallel vorangetriebenen Ausschachtung für das 1,5 m tiefe Fundament des Leuchtturms ausgehoben. Im folgenden Jahr konnte der Bau zwischen dem 25. März und dem 29. Oktober mit einer Stärke von 25 Arbeitern vorangetrieben werden, als die ersten fünf Mauerreihen fertiggestellt waren. Widrige Witterungsbedingungen schränkten die Bauaktivitäten im Jahr 1870 ein, sodass der Turm bis zum Ende der Bausaison nur auf rund 17 m angewachsen war. Im November des folgenden Jahres wurden die Maurerarbeiten schließlich bei einer Höhe von etwa 31 m abgeschlossen. 1872 folgte dann der Innenausbau. Außerdem wurde die Laterne installiert. Am 1. November des Jahres wurde der Dubh-Artach-Leuchtturm in Betrieb genommen. Der Bau hatte insgesamt rund 84.000 £ gekostet. Im Jahre 1971 wurde der Leuchtturm schließlich auf automatischen Betrieb umgerüstet und wird seitdem aus Glasgow überwacht.

## Beschreibung
Der Leuchtturm steht auf einer sechs Meter hohen Erhebung, woraus sich mit der Turmhöhe von 38 m eine Gesamthöhe von 44 m über dem Meeresspiegel ergibt. An der Basis durchmisst er etwa 12 m und verjüngt sich nach oben sukzessive bis auf einen Durchmesser von rund fünf Metern. Die ursprüngliche Planung sah eine vollmassive Bauweise bis zur 13. Steinreihe vor. Diese wurde jedoch später bis zur 21. ausgeführt. Die Eingangstür wurde hierbei von einer Höhe von etwa sieben Metern über dem Grund auf über zehn Meter versetzt. Im Inneren wurden insgesamt sieben Räume eingerichtet. Während die Außenmauer aus behauenem Granit besteht, wurde im Inneren Sandstein verbaut. Der graue Turm ist mittig mit einem einzelnen, breiten roten Band angestrichen.